# سمير أبو عيشة
سمير عبد الله صالح أبو عيشة (25 أغسطس 1960) أستاذ الهندسة المدنية في كلية الهندسة في جامعة النجاح الوطنية في نابلس. تولى حقيبة التخطيط في الحكومة الفلسطينية العاشرة وفي حكومة الوحدة الوطنية (الحادية عشرة) في عامي 2006-2007.

## نشأته وحياته
ولد في قرية بيت وزن في 25 أغسطس 1960، حصل على بكالوريوس الهندسة المدنية من الجامعة الأردنية عام 1982، وإثر ذلك سافر إلى الولايات المتّحدة الأمريكية، وأنهى رسالة الماجستير في التخصص نفسه في جامعة بنسلفانيا الحكومية عام 1984، ثم الدكتوراه في تخطيط النقل والمواصلات من نفس الجامعة عام 1987. عمل في التدريس والبحث والإدارة (عميدا لكلية الهندسة ومساعدا للرئيس للتخطيط والتطوير) في جامعة النجاح، كما كان استاذاً زائراً في عدد من الجامعات في أوروبا وأمريكا قبل قبوله منصب وزير التخطيط. كما عمل مستشاراً في عدد من الوزارات ومع عدد من الجهات الدولية.